# Lelija (masyw)
Lelija - masyw górski w Górach Dynarskich. Leży w Bośni i Hercegowinie. Jego najwyższy szczyt Velika Lelija osiąga wysokość 2032 m.